# The Guard
The Guard ist eine kanadische Drama-Fernsehserie. Sie handelt von einer Rettungscrew der Kanadischen Küstenwache (Canadian Cost Guard). Die erste Folge der Originalfassung erschien am 22. Januar 2008 auf Global TV, die letzte am 6. Juli 2009. Die Deutsche Synchronisierung erschien einige Jahre später im Pay-TV. 

## Handlung
The Guard handelt von der Crew eines Rettungsbootes der Kanadischen Küstenwache, der Cape Pacific. Sie ist für die Rettungseinsätze in der Bucht Port Hallet verantwortlich. Das Team besteht eine Vielzahl von Einsätzen, zum Beispiel retten sie gekenterte Fischkutter oder abgetriebene Kanufahrer. Es gibt aber auch innerhalb der Crew Spannungen. Zum Beispiel gibt es einen Kleinkrieg zwischen dem Captain und dem First Mate Laura Nelson. Sie versucht ihn bei jeder Gelegenheit zu diskreditieren, da sie bei der Beförderung (zum Captain der Cape Pacific) übergangen worden ist. 